# Frances Abington
Pour les articles homonymes, voir Abington et Abingdon.
Frances « Fanny » Abington, née Frances Barton en 1737, morte le 4 mars 1815, est une actrice britannique.

## Biographie
D'origine modeste, elle commence à travailler comme marchande de fleurs, et chanteuse de rues. Son premier surnom, Nosegay Fan, date de son emploi comme fleuriste. Elle devient ensuite l'assistante d'un modiste français, ce qui lui fait découvrir la mode et l'art de s'habiller, et acquérir une connaissance du français,. 
Sa première apparition au théâtre date de 1755 à Haymarket dans le rôle de Miranda, et dans la pièce The Busy-Body de Susanna Centlivre, œuvre de comédie de la Restauration anglaise. En 1759, après un mariage malheureux avec un maître de musique, James Abington, et désormais connue sous le nom de Mme Abington, elle séjourne cinq ans en Irlande, et y acquiert une célébrité locale. Puis elle revient à Londres en 1765 et est invitée  à rejoindre le théâtre de Drury Lane. Elle y reste 18 ans,.
En avril 1772, lorsque James Northcote voit son interprétation de la Miss Notable du The Lady's Last Stake de Colley Cibber, il écrit à son frère qu'il n'a « jamais vu un rôle joué de façon si excellente de sa vie, car dans son jeu elle a toute la simplicité de la nature et pas la moindre trace de la teinte théâtrale. » Elle est par ailleurs connue, selon l'historien Antoine Lilti, pour maîtriser les ficelles du puffing, un terme anglais sur une pratique consistant à solliciter des journaux des articles élogieux sur ses interprétations.
Elle est aussi connue pour ses liaisons, par exemple avec le comte Shelburne, futur premier ministre britannique, et pour les portraits d'elle réalisés par Joshua Reynolds.

## Hommage
- Le cratère vénusien Abington a été nommé en son honneur[6].